# Lista de províncias da Itália

Províncias italianas

Lista das Províncias da Itália agrupadas em 20 Regiões

## Abruzos
- Província da Áquila (108 comunas)
- Província de Chieti (104 comunas)
- Província de Pescara (46 comunas)
- Província de Teramo (47 comunas)

## Basilicata
- Província de Matera (31 comunas)
- Província de Potenza (100 comunas)

## Calábria
- Província de Catanzaro (80 comunas)
- Província de Cosenza (155 comunas)
- Província de Crotone (27 comunas)
- Província de Régio da Calábria (97 comunas)
- Província de Vibo Valentia (50 comunas)

## Campânia
- Província de Avellino (119 comunas)
- Província de Benevento (78 comunas)
- Província de Caserta (104 comunas)
- Província de Nápoles (92 comunas)
- Província de Salerno (158 comunas)

## Emília-Romanha
- Província de Bolonha (60 comunas)
- Província de Ferrara (26 comunas)
- Província de Forlì-Cesena (30 comunas)
- Província de Modena (47 comunas)
- Província de Parma (47 comunas)
- Província de Placência (48 comunas)
- Província de Ravena (18 comunas)
- Província de Régio da Emília (45 comunas)
- Província de Rimini (20 comunas)

## Friul-Veneza Júlia
- Província de Gorizia (25 comunas)
- Província de Pordenone (51 comunas)
- Província de Trieste (6 comunas)
- Província de Udine (137 comunas)

## Lácio
- Província de Frosinone (91 comunas)
- Província de Latina (33 comunas)
- Província de Rieti (73 comunas)
- Província de Roma (121 comunas)
- Província de Viterbo (60 comunas)

## Ligúria
- Província de Génova (67 comunas)
- Província de Impéria (68 comunas)
- Província da Spezia (32 comunas)
- Província de Savona (69 comunas)

## Lombardia
- Província de Bérgamo (244 comunas)
- Província de Bréscia (206 comunas)
- Província de Como (163 comunas)
- Província de Cremona (115 comunas)
- Província de Lecco (90 comunas)
- Província de Mântua (70 comunas) [1]
- Província de Milão (134 comunas)
- Província de Monza e Brianza (55 comunas)
- Província de Lodi (61 comunas)
- Província de Pavia (186 comunas)
- Província de Varese (141 comunas)

## Marcas
- Província de Ancona (49 comunas)
- Província de Ascoli Piceno (73 comunas)
- Província de Fermo (instituída pela lei 11 de junho de 2004, n. 147, publicada na G.U. n. 138 de 15 de junho de 2004)
- Província de Macerata (57 comunas)
- Província de Pesaro e Urbino (67 comunas)

## Molise
- Província de Campobasso (84 comunas)
- Província de Isérnia (52 comunas)

## Piemonte
- Província de Alexandria (190 comunas)
- Província de Asti (118 comunas)
- Província de Biella (82 comunas)
- Província de Cuneo (250 comunas)
- Província de Novara (88 comunas)
- Província de Turim (315 comunas)
- Província do Verbano Cusio Ossola (77 comunas)
- Província de Vercelli (86 comunas)

## Apúlia
- Província de Bari (48 comunas)
- Província de Barletta-Andria-Trani (instituída pela lei 11 de junho de 2004, n. 148, publicada na G.U. n. 138 de 15 de junho de 2004)
- Província de Brindisi (20 comunas)
- Província de Foggia (64 comunas)
- Província de Lecce (97 comunas)
- Província de Taranto (29 comunas)

## Sardenha
- Cidade metropolitana de Cálhari (17 comunas)
- Província de Nùoro (74 comunas)
- Província de Oristano (87 comunas)
- Província da Sardenha do Sul (107 comunas)
- Província de Sassari (92 comunas)

## Sicília
- Província de Agrigento (43 comunas)
- Província de Caltanissetta (22 comunas)
- Província de Catania (58 comunas)
- Província de Enna (20 comunas)
- Província de Messina (108 comunas)
- Província de Palermo (82 comunas)
- Província de Ragusa (12 comunas)
- Província de Siracusa (21 comunas)
- Província de Trapani (24 comunas)

## Toscana
- Província de Arezzo (39 comunas)
- Província de Florença (44 comunas)
- Província de Grosseto (28 comunas)
- Província de Livorno (21 comunas)
- Província de Massa-Carrara (17 comunas)
- Província de Pisa (39 comunas)
- Província de Pistoia (22 comunas)
- Província de Prato (7 comunas)
- Província de Siena (36 comunas)

## Trentino-Alto Ádige
- Província autónoma de Bolzano (116 comunas)
- Província autónoma de Trento (223 comunas)

## Úmbria
- Província de Perúgia (59 comunas)
- Província de Terni  (33 comunas)

## Vale de Aosta
Nesta região não existem províncias. As funções provinciais provêm diretamente da região (74 comunas)

## Vêneto
- Província de Belluno (69 comunas)
- Província de Pádua (104 comunas)
- Província de Rovigo (50 comunas)
- Província de Treviso (95 comunas)
- Província de Veneza (44 comunas)
- Província de Verona (98 comunas)
- Província de Vicenza (121 comunas)

## Províncias extintas
- Província de Cagliari
- Província de Cátaro
- Província de Fiume
- Província de Lubiana
- Província de Pola
- Província de Spalato
- Província de Zara